# تويون
تو يون (بالإنجليزية: 2YOON)‏ هي فرقة فرعية من فور مينيت تشكلت من قبل كيوب إنترتينمنت عام 2013 الفرقة تتكون من
هيو جا-يون وجيون جي يون.

## وصلات خارجية
- تويون على موقع ميوزك برينز (الإنجليزية)
- تويون على موقع ديسكوغز (الإنجليزية)